# برانیشته
برانیشته (به بلغاری: Branishte) یک منطقهٔ مسکونی در بلغارستان است که در شهرستان دوبریچکا واقع شده‌است.